# Десна (Вінницький район)
Десна́ — селище в Україні, у Вінницькому районі Вінницької області. Входить до складу Вінницької міської громади. Населення — 1766 осіб (станом на 2018 рік).
Смт розташоване біля Вінниці, через нього протікає річка Десна. 

## Історія
Селище Десна з'явилося на початку 1970-х років як робітниче поселення навколо Вінницького хлібокомбіната № 2. За 30 років Десна кілька разів переходила під управління різних районів.
У січні 1989 року чисельність населення складала 1396 жителів.
Станом на 1 січня 2013 року чисельність населення складала 1333 чоловіка.
У червні 2015 року депутати селищної ради проголосували за приєднання Десни до Вінниці.

## Населення

### Мова
Розподіл населення за рідною мовою за даними перепису 2001 року:
| Мова            | Кількість | Відсоток |
| --------------- | --------- | -------- |
| українська      | 1214      | 97.35%   |
| російська       | 28        | 2.25%    |
| білоруська      | 2         | 0.16%    |
| румунська       | 2         | 0.16%    |
| інші/не вказали | 1         | 0.08%    |
| Усього          | 1247      | 100%     |

## Інфраструктура
В Десні розташовано чотири продуктових магазини.
В селищі 9 багатоповерхових будинків і 258 приватних будинків. Є початкова школа і дитячий садок.
Під час громадських слухань із приєднання до Вінниці експерти прийшли до висновку, що після приєднання до обласного центру бюджет смт збільшиться із 2,6 млн гривень до 6,3 млн гривень.
Смт входить у склад Вінницької міської ОТГ.

## Транспорт
В Десну можна доїхати: 
- електричкою з залізничного вокзалу (8 хвилин в дорозі).
- міським автобусом №30 (раз на 2 години по графіку).
- маршрутним таксі №2б (інтервал 7-15 хв.).
- тролейбусом №22